# Manistee megye
Manistee megye az Amerikai Egyesült Államokban, azon belül Michigan államban található. Megyeszékhelye és legnagyobb városa Manistee. Lakosainak száma 25 032 fő (2020. április 1.). Manistee megye Benzie, Mason, Grand Traverse, Wexford, Lake, Manitowoc és Kewaunee megyékkel határos.

## Népesség
A megye népességének változása:
| Lakosok száma | 24 547 | 24 699 | 24 618 | 24 450 | 24 461 | 25 032 |
|               | 2010   | 2011   | 2012   | 2013   | 2015   | 2020   |